# Werner Giggenbach
Werner Friedrich Giggenbach (* 10. November 1937 in Augsburg; † 7. November 1997 am Tavurvur) war ein deutscher Geochemiker, Geologe und Vulkanologe, der hauptsächlich in Neuseeland arbeitete. Er galt als einer der weltweit führenden Wissenschaftler auf dem Gebiet vulkanischer Gase sowie magmatischer und geothermaler Fluide. Die von ihm entwickelten Methoden und Hilfsmittel zur Probensammlung sind noch heute wissenschaftlicher Standard. 
Mit Tätigkeiten für die Internationale Atomenergie-Organisation sowie die Vereinten Nationen erschloss sich Giggenbach darüber hinaus ein breites Forschungsfeld und war international engmaschig vernetzt. Zahlreiche seiner Erkenntnisse wurden zu Bezugsgrößen in den Geowissenschaften und trugen dazu bei, ein besseres Verständnis für unterschiedlichste Aspekte zu entwickeln. Giggenbach wurde im Laufe seiner Karriere sowie postum mit diversen Auszeichnungen bedacht. Unter anderem wurden ein submariner Vulkan und der Gebirgskamm Giggenbach Ridge auf der antarktischen Ross-Insel nach ihm benannt. 

## Leben

### Ausbildung
Giggenbach immatrikulierte sich für ein Chemiestudium an der Technischen Universität München und wurde im Juni 1966 summa cum laude mit einer Dissertation über Das S2−-Ion, das farbige Prinzip der blauen Lösungen des Schwefels und des Ultramarins promoviert.
Zwischen September gleichen Jahres und August 1968 forschte er als Postdoktorand an der Michigan State University.

### Berufsleben
Im September 1968 wechselte er als wissenschaftlicher Referent („scientific officer“) zum chemischen Institut des neuseeländischen Department of Scientific and Industrial Research (DSIR) – dem Vorgänger der heutigen Crown Research Institutes – in Lower Hutt. Er schloss sich einer sehr aktiven Arbeitsgruppe um Jim Ellis an, die geothermale und vulkanische Fluide untersuchte. Giggenbachs Karriere in Neuseeland wurde nur kurz unterbrochen, als er zwischen März 1980 und Oktober 1982 für die Internationale Atomenergie-Organisation in Wien arbeitete. Dort fungierte er als Leiter des geothermisch-isotopischen Labors. Nach der Rückkehr zu seinem vorherigen Arbeitgeber wurde er zum „senior scientist“ befördert. Als das DSIR 1992 in die Crown Research Institutes umgewandelt wurde, wurde seine Gruppe Teil des Institute of Geological and Nuclear Sciences (GNS).
Seit 1980 hielt Giggenbach jährlich zum Ende des Semesters eine ausführliche Vorlesung am Institut für Geothermie der University of Auckland, die sich speziell an Studenten aus Entwicklungsländern richtete. 1995 lehrte er zudem im Rahmen eines Geothermie-Trainingskurses, den die Universität der Vereinten Nationen auf Island organisierte.
Er war Mitherausgeber der wissenschaftlichen Fachzeitschriften Applied Geochemistry (1986–1990) und Bulletin of Volcanology (1991–1997) sowie seit 1988 Herausgeber des Newsletters der IAVCEI-Kommission zu vulkanischen Gasen. Darüber hinaus hatte er einen Posten als Sonderberater für Vulkane bei den Vereinten Nationen.
Während er in Feldarbeit Gasproben am papua-neuguineischen Tavurvur sammelte, starb Giggenbach am 7. November 1997 wenige Tage vor seinem 60. Geburtstag an einem Schlaganfall. Seine Ehefrau Agnes Reyes, ebenfalls Wissenschaftlerin am GNS, hatte ihn auf der Exkursion begleitet. Neben ihr hinterließ er seine erste Frau Johanna, die zwei Töchter Ellen und Jutta sowie drei Enkel.

## Wissenschaftliche Leistungen
Ein Großteil von Giggenbachs Erkenntnissen wurde zu Bezugsgrößen in den Geowissenschaften. Er erlangte in wissenschaftlichen Kreisen insbesondere dadurch Bekanntheit, dass er sehr praktische und zweckmäßige Methoden entwickelte, Proben vulkanischer Gase und geothermaler Fluide zu sammeln. Die 200 Milliliter fassende „Giggenbach-Flasche“ aus Pyrex-Glas ist bis heute das international genutzte Standardgefäß für die Gassammlung. Giggenbach galt als äußerst akribischer, hartnäckiger und ehrgeiziger Wissenschaftler. Er hatte die feste Regel, dass er nur Proben untersuchte und analysierte, die er persönlich gesammelt hatte. Zudem bestand er oftmals darauf, die Analysen selbst durchzuführen, anstatt sie wissenschaftlichen Mitarbeitern zu überlassen. Als eine seiner Stärken hoben Giggenbachs Kollegen seine Fähigkeit hervor, sich neue Fähigkeiten außerhalb seiner Hauptdisziplinen sehr schnell autodidaktisch anzueignen – beispielsweise die Gaschromatographie.
Man schätzte ihn unter anderem für seine ganzheitlichen physikalischen und geochemischen Modelle vulkanischer und geothermaler Systeme. Werner Giggenbach machte signifikante Fortschritte dahingehend, das Wesen und den Ursprung magmatischer und hydrothermaler Fluide zu verstehen. Diese halfen wesentlich dabei, Zersetzungs- und Mineralisierungsprozesse in niedrigthermalen („epithermal“) und porphyrischen Umgebungen nachvollziehen zu können. Er unterstützte mehr als ein Dutzend Staaten bei der Entwicklung eigener geothermaler Energieprogramme und untersuchte geologische Prozesse in der Erdkruste vor der Ostküste Neuseelands. Dank ihm erlangte man ein besseres Verständnis für die fossilen Rohstoffe und Bodenschätze des Landes; gleichzeitig konnte man – abgeleitet aus den Erkenntnissen seiner Forschungen – vulkanologische Gefahren in Neuseeland besser abwägen.
Während der 1970er Jahre arbeitete Giggenbach für vier Saisons im New Zealand Antarctic Programme (NZAP) am Mount Erebus und stieg im Dezember 1978 als erster Mensch überhaupt in dessen Krater hinab. Als besonders einflussreich erwiesen sich auch seine frühen Studien über die kleine neuseeländische Vulkaninsel Whakaari / White Island. 1986 organisierte er eine entsprechende Fachtagung in Ōhope. Seine Nebentätigkeit als Sonderberater der Vereinten Nationen führte ihn darüber hinaus in zahlreiche Länder. So reiste er etwa 1985 nach Kolumbien zum Nevado del Ruiz und errechnete dort die korrekte Laufbahn der Lahare, die einige Wochen später 23.000 Menschen das Leben kosten sollten. Im August 1986 führte er im Nachgang der katastrophalen CO2-Ausgasung Untersuchungen am Nyos-See in Kamerun durch. 
Giggenbach war ein äußerst produktiver Forscher und publizierte als Haupt- oder Co-Autor über 100 Artikel in wissenschaftlichen Fachzeitschriften. Ferner schrieb er für das Bulletin of the Global Volcanism Network Berichte über Whakaari / White Island, Rumble III, Raoul Island, den Ngauruhoe, den Mount Erebus sowie den Lonquimay. Der grenzüberschreitende wissenschaftliche Austausch war ihm ein Hauptanliegen, weshalb er an zahlreichen Konferenzen teilnahm. Allein zwischen 1987 und 1997 war er 25 Mal Gastredner auf internationalen Fachtagungen.

## Ehrungen

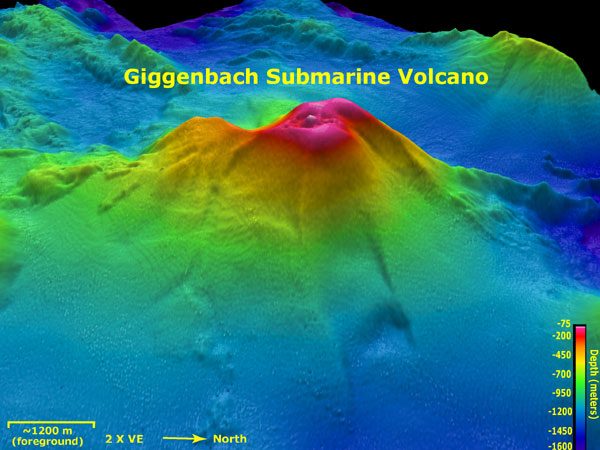
Der Vulkan Giggenbach aus östlicher Richtung. Die Darstellung ist zweifach vertikal überhöht.

Werner Friedrich Giggenbach erhielt viel Anerkennung für seine Forschungen. Die Geological Society of New Zealand zeichnete ihn beispielsweise 1991 mit dem McKay Hammer aus. Im selben Jahr war er Distinguished Lecturer der Society of Economic Geologists. Sowohl das New Zealand Institute of Chemistry als auch die US Society of Economic Geologists ernannten ihn zum Fellow. Im November 1997 wurde Giggenbach darüber hinaus Fellow der Royal Society of New Zealand (RSNZ). Die Entscheidung fiel, als er sich zur Feldarbeit am Tavurvur aufhielt und konnte ihm vor seinem Tod nicht mehr mitgeteilt werden. Ebenfalls unmittelbar vor seinem Tod erhielt er von der RSNZ ein aus deren Marsden-Fonds finanziertes Forschungsstipendium zugesprochen, das den Titel „Understanding Crustal Fluids. Rulers and Witnesses of Processes Deep within the Earth“ trug. Die Mittel wurden umadressiert, um Besuche zahlreicher mitwirkender Autoren zu ermöglichen. Sie schlossen die Forschungen ab und publizierten einen Teil von Giggenbachs unveröffentlichtem Material. 
Mehrere wissenschaftliche Fachzeitschriften widmeten ihm und seinem Werk nach seinem Tod Sonderausgaben. Auch einige weitere Ehrungen wurden ihm noch postum zuteil. So benannte im Jahr 2000 benannte das Advisory Committee on Antarctic Names eine bis zu 2400 Meter hohe Bergkette auf der Ross-Insel Giggenbach Ridge. Sie zieht sich über eine Länge von fast neun Kilometern westlich und nordwestlich des Mount Terror. Darüber hinaus wurde ein im April 2002 etwa 35 Kilometer nordwestlich von Macauley Island im Pazifischen Ozean entdeckter submariner Schichtvulkan (30° 02′ 16″ S, 178° 43′ 20″ W) wurde von der Society of Economic Geologists in Erinnerung an den Wissenschaftler Giggenbach getauft.
Nach der Fusion der Geoscience Society of New Zealand mit der New Zealand Geochemical and Mineralogical Society im Jahr 2012 und der damit verbundenen Umverteilung von Geldern für Auszeichnungen, vergibt die Geoscience Society of New Zealand seit 2014 den Werner F Giggenbach Prize for Geochemistry an junge Geochemiker unter 38 Jahren.